# ドイツ国際平和村
ドイツ国際平和村（ドイツこくさいへいわむら、Friedensdorf international）は1967年7月6日、ドイツの市民の手によって、紛争や危機的状況にある地域の子供達を援助するため設立された。ドイツ北西部にあるオーバーハウゼン市で、そのスタートが切られた。きっかけになったのは、イスラエルとエジプトの間の六日間戦争（第三次中東戦争）であった。

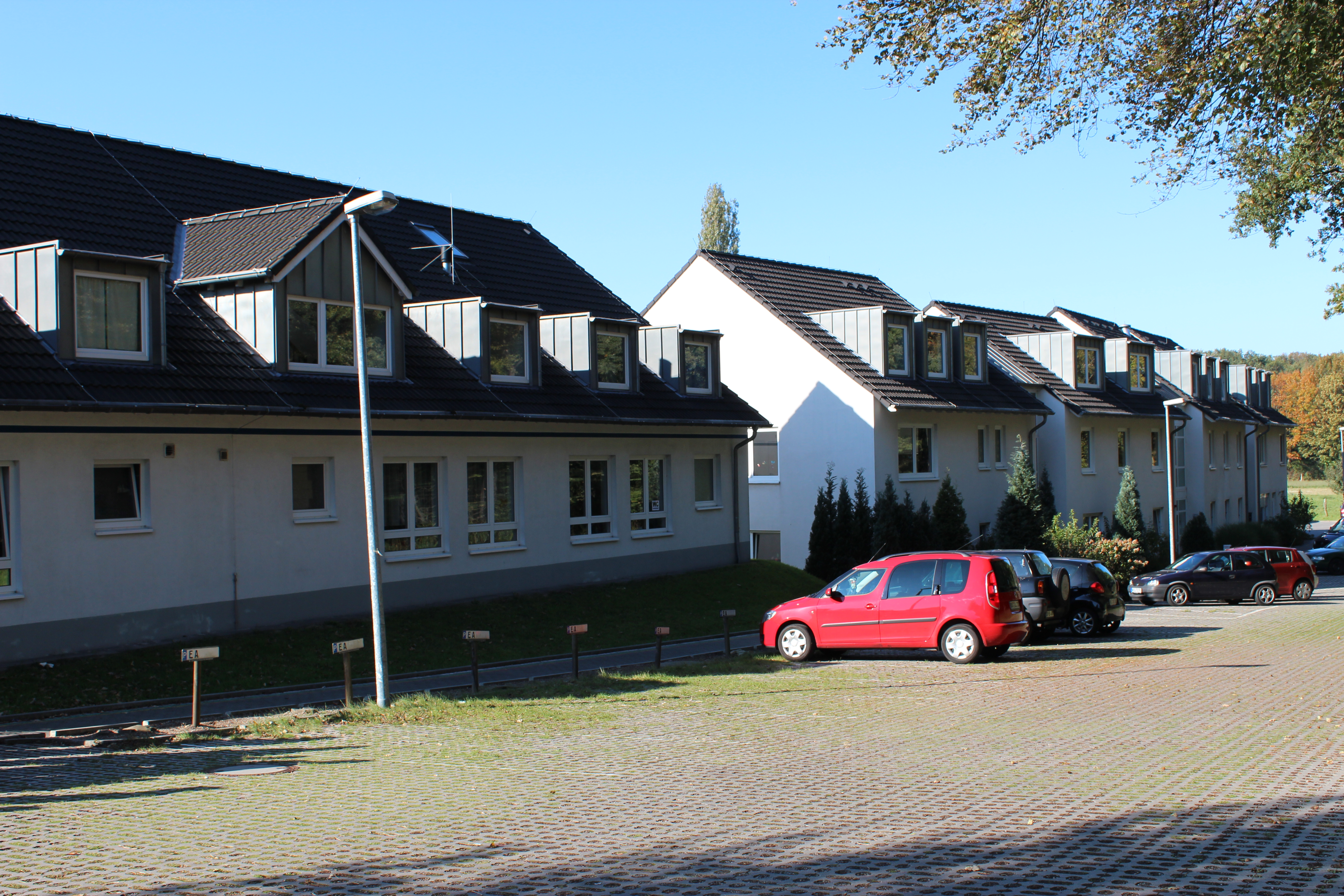
国際平和村の施設外観

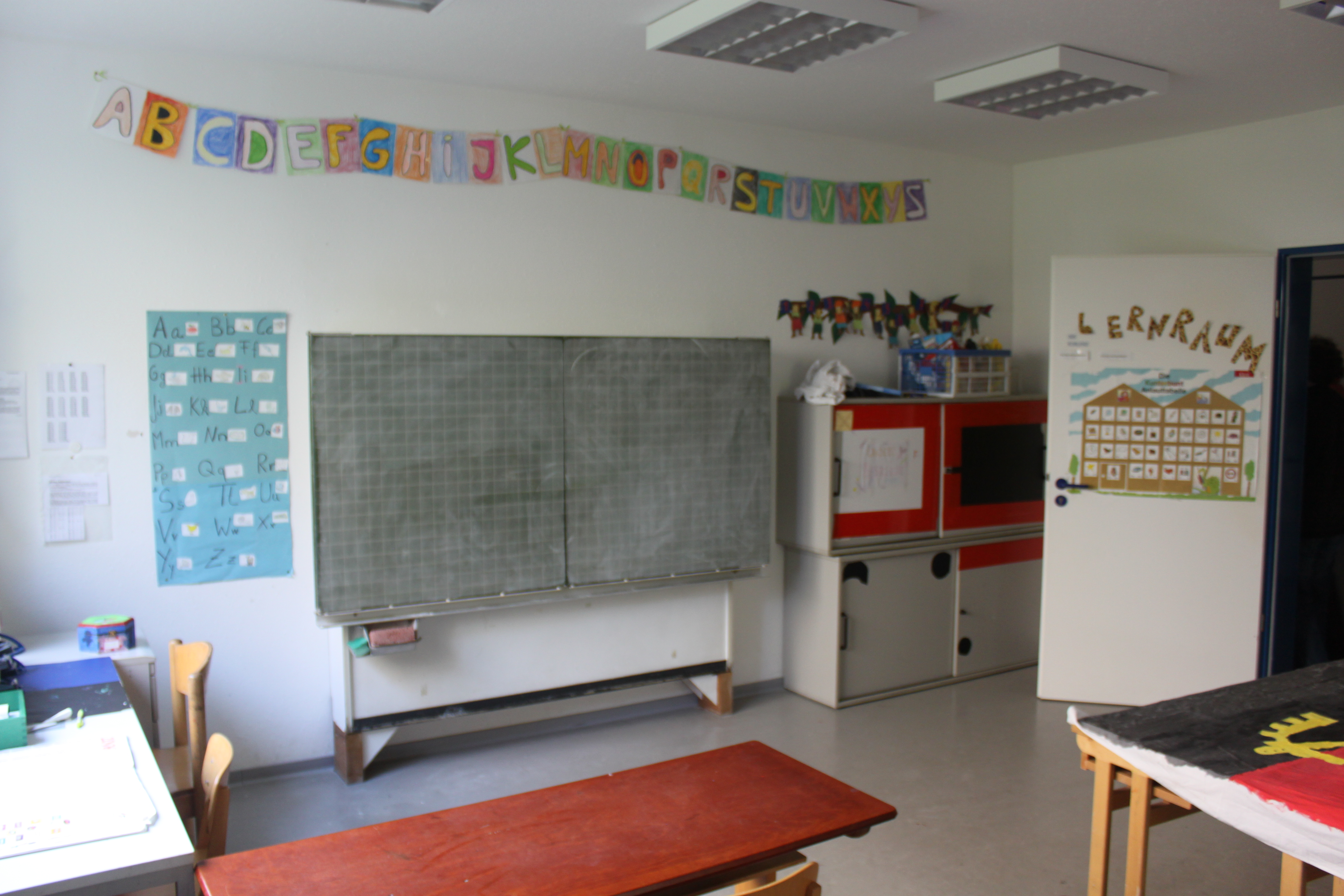
学習室

活動の主体は、戦争や紛争、危機的状況の中でケガや病気を抱え、母国では適切な治療を受けられずにいる子供達への医学的な治療で、現地ではできない手術や高度な治療がヨーロッパでなら出来る場合、あるいはより良い治療がヨーロッパでなら出来る場合、そうした子供達をヨーロッパに連れてきて治療を受ける機会を提供することである。但し、治療が終了したら子供が家族の元に帰ることが前提になっている。亡命や養子縁組などの仲介は行っていない。
もちろん、子供達が母国で治療が受けられればなお良いということで、子供達の母国で、現地パートナー団体のスタッフと共同で、持続可能な現地プロジェクト活動も平行して行われている。カンボジア、アフガニスタン、ルーマニア、スリランカなどにドイツ国際平和村の援助による施設が設置され、治療などの活動を展開している。また、「全ての人々の平和な共生に誰もが寄与できる」ということを多くの人々に示していく平和教育活動も行っている。
1989年には、アメリカ合衆国のカリフォルニア州で活動している"Children as the peacemakers foundation"という団体から国際平和賞を、またレゴ社からも"Ygdrasil"（The Tree of Life）という賞を授与されている。1990年にはフランスの退役軍人の団体から「平和の名誉メダル」を受賞。日本では、女優の東ちづるが、TVクルーと共に訪問、TV番組として報道され、その後日本からも多額の募金が届くようになった。ドイツの本部事務所および支部からの広報活動に加え、日本でも募金集めの活動や広報活動が行われている。